# Luis Portela
Luis Portela Fernández (Madrid, 1901 – Barcelona, 1983) fue un político español, fundador del Partido Comunista de España (PCE).

## Biografía
De profesión tipógrafo, se afilió a las Juventudes Socialistas en 1917. A finales de 1919 fue elegido secretario adjunto del Comité Nacional, protagonizando junto al resto de los dirigentes juveniles socialistas la escisión tercerista que dio nacimiento al Partido Comunista Español en abril de 1920. Al instaurarse la dictadura de Primo de Rivera en 1923 se ve obligado a pasar al exilio en París, donde trabaja en el grupo de Gabriel León Trilla y Julián Gorkin que forma la dirección provisional del PCE. Expulsado de Francia reside durante un tiempo en Bélgica, regresando clandestinamente a la capital francesa, en la que es detenido en 1930. Al proclamarse la Segunda República en 1931 regresa a España, periodo en el que se opone a la entonces política sectaria del PCE, encabezada por José Bullejos y Manuel Adame.
Desde ese año es secretario de la Agrupación Comunista Madrileña, que dirige junto a Isidoro Acevedo y el propio Gorkin, publicando el periódico La Antorcha. La Agrupación está influida ideológicamente por las posiciones políticas de Nikolai Bujarin, lo que determinará la evolución política de Portela hacia el Bloque Obrero y Campesino (BOC), liderado por Joaquín Maurín. Comienza a colaborar con La Batalla y en octubre de 1932 encabeza la integración de la Agrupación en el BOC, del que es elegido miembro del Comité Central. Como tal se traslada a Barcelona en 1933, haciéndose cargo de la administración del diario Adelante, donde defiende la creación de la Alianza Obrera. Durante la Revolución de octubre de 1934 toma parte en los combates en la capital catalana, por lo que es detenido y encarcelado en el barco-prisión Uruguay. Será condenado a trabajos forzados a perpetuidad, obteniendo la amnistía tras la victoria electoral del Frente Popular en las elecciones generales de 1936.
Durante su estancia en prisión se produce la fusión del BOC con la Izquierda Comunista de España, que da nacimiento al Partido Obrero de Unificación Marxista (POUM). Al estallar el golpe de Estado del 18 de julio se traslada a Valencia, donde es elegido secretario de la federación del POUM de Levante y director de su periódico, El Comunista. Desde esta posición será considerado el exponente del ala más moderada del partido, tendente al entendimiento con el Frente Popular. Sus diferencias las expondrá en el pleno ampliado del Comité Central celebrado en Barcelona en diciembre de 1936. Igualmente fue crítico con la participación del POUM en las Jornadas de mayo de 1937. Tras la represión subsiguiente a estos hechos, Portela continuará labores de dirección del POUM en Valencia, hasta que es detenido y encarcelado en agosto de 1938. Condenado a quince años de prisión, será puesto en libertad tan solo horas antes del abandono de Valencia por parte de las autoridades republicanas, en marzo de 1939.
Tras el final de la Guerra Civil y la derrota del bando republicano se trasladó a Madrid, desde donde viajaría hasta Cataluña para poder exiliarse en Francia. Tras fracasar regresa a la capital donde para sobrevivir, cambia de personalidad y profesión. No obstante continuó su militancia en el POUM en la clandestinidad, siendo delegado del partido en la Alianza Nacional de Fuerzas Democráticas entre 1944 y 1947. En 1951 se traslada a Barcelona recuperando su identidad y profesión. 
Tras la recuperación de la democracia durante la Transición estará presente en la infructuosa reconstrucción del POUM, ingresando, como muchos de sus componentes tras su disolución, en el Partit dels Socialistes de Catalunya.
Escribió "El nacimiento y los primeros pasos del movimiento comunista en España", un trabajo aparecido en Estudios de Historia social (n.º 14, Madrid, julio-septiembre, 1980).